# Sunshine on Leith
Sunshine on Leith é o segundo álbum da banda de música pop The Proclaimers, lançado em agosto de 1988 pela gravadora Chrysalis Records.
Desse álbum saíram três singles, "I'm Gonna Be (500 Miles))", "Sunshine on Leith" e "I'm on My Way ", sendo o primeiro single do álbum o de maior sucesso da carreira da banda, sendo mundialmente conhecida e um hino não-oficial da Escócia.

## Referencias
- http://www.scotsman.com/news/singing-twins-bring-sunshine-to-leith-1-950052 (em inglês)